# Highlander: The Last of the Macleods
Highlander: The Last of the Macleods — видеоигра для системы домашнего кинотеатра Atari Jaguar CD-ROM, разработанная компанией Lore Design Limited и изданная компанией Atari. Видеоигра основана на игре Highlander: The Animated Series и получила рейтинг «Kids To Adults» (6+) от Entertainment Board. Был анонсирован выход ПК-версии от Atari Interactive, но игра так и осталась эксклюзивом для Jaguar CD.

## Сюжет
Игрок управляет Квентином МакЛаудом, молодым Бессмертным, стремящимся победить злого Кортана, убившего его мать и похитившего людей из его деревни.

## Разработка
В игре в анимации персонажей используется захват движения. Сюжет подаётся с помощью клипов из мультсериала Highlander.

## Критика
Рецензент Next Generation высоко оценил кат-сцены и свободу исследования. Он признал, что игра не подойдёт фанатам экшен-игр из-за трудностей контроля и «медленного отклика», однако посчитал, что для владельцев домашнего кинотеатра Jaguar CD, которым нравятся RPG, игра «очень близка к тому, чтобы быть тем, чем надо», и отметил, что игра, возможно, единственная в своём роде на этой платформе. Он поставил игре оценку в три звезды из пяти. Bonehead из GamePro, напротив, оценил её как «один из недостатков новой системы Atari». Хотя он и согласился с тем, что кат-сцены хороши, он резко раскритиковал темп игры, отсутствие звуковых эффектов и плохую боевую систему: «Ваш персонаж часто поворачивается не в ту сторону, врезаясь прямо в противника; его слабые удары и пинки выглядят как истерика младенца. Highlander вызывает сплошное разочарование».